# Trench
Trench — пятый музыкальный альбом американского дуэта Twenty One Pilots, релиз которого состоялся 5 октября 2018. Это третий альбом группы, выпущенный на лейбле Fueled by Ramen. Также этот альбом служит продолжением их студийного альбома Blurryface (2015).
Альбому предшествовал выпуск двух синглов «Jumpsuit», выпущенного 11 июля и «Nico and the Niners», выпущенного 26 июля 2018. Также группа объявила о новом туре в поддержку альбома, «The Bandito Tour», первый концерт которого прошел на Bridgestone Arena 16 октября 2018. Тур продолжался до ноября 2019.

## Предыстория
Twenty One Pilots выпустила 4 альбом Blurryface 17 мая 2015. Альбом возглавил Billboard 200 а две песни попали в пятёрку лучших синглов, а именно «Stressed Out» и «Ride», достигнув 2 и 5 места, соответственно в Billboard Hot 100. Эти песни, наряду с «Heathens» из Suicide Squad soundtrack, запустили группу в мейнстрим в 2016 году. Дуэт приступил к двум мировым турам в поддержку альбома с 2015 по 2017 год. После пяти заключительных дат тура группы, получившего название «Tour de Columbus», группа ушла в годичный перерыв, начавшийся 6 июля 2017 года.
21 апреля 2018 года поклонники (клика) обнаружили веб-сайт, созданный группой dmaorg.info. На этом сайте были раскрыты многие загадочные тизеры о новом альбоме, концепции и эпохе «Blurryface». На сайте упоминается Dema — вымышленный город, созданный группой. Джош Дан впервые упомянул Дема в Alternative Press Music Awards. На веб-сайте также было опубликовано множество записей журнала от вымышленного персонажа Клэнси о его побеге из Демы. Многие фанаты предполагают, что Клэнси это на самом деле Тайлер Джозеф - фронтмен группы, но сам Тайлер опроверг это в одном из интервью. Было найдено много других кодов и подсказок. 5 июля 2018 года была опубликована заключительная запись из журнала Клэнси (до официального молчания). В дневнике говорится: «Утром все будет по-другому». На следующий день группа отправила на электронную почту поклонников загадочный GIF слегка открытого глаза. Затем группа вернулась в социальные сети 9 июля 2018 года с видео более открытого жёлтого глаза. Они также дебютировали на новом логотипе, а рекламные щиты и росписи, содержащие логотип, появились в многочисленных городах по всему миру за одну ночь. На следующий день группа опубликовала ещё одно видео с глазом, более открытое до этого, с приглушенной версией вступления песни «Jumpsuit».

## Продвижение
11 июля 2018 года группа выпустила два новых сингла «Jumpsuit» и «Nico and the Niners», а также музыкальный клип для песни «Jumpsuit». 26 июля 2018 года вышел музыкальный клип песни «Nico and the Niners». Группа также объявила о выпуске своего пятого студийного альбома «Trench», который вышел 5 октября 2018 года и нового мирового турне под названием «The Bandito Tour», первый концерт которого состоится 16 октября.
Второй трек «Levitate» просочился на поточную платформу Tidal 7 августа 2018 года, но был быстро удалён. Это также сопровождалось утечкой списка композиций с альбома.. Песня Levitate, впоследствии была выпущена в качестве третьего сингла с альбома. Также было выпущено музыкальное видео на эту песню, в результате чего была закончена серия трилогии.
Пользователи Apple TV обнаружили информацию в iTunes, что следующий сингл «My Blood» выйдет 7 сентября 2018, но песня вышла раньше, а именно 28 августа 2018 года.
22 января 2019 года трек «Chlorine» был выпущен в качестве пятого сингла с альбома, вместе с видеоклипом к нему.

## Список композиций
| №                   | Название              | Длительность |
| ------------------- | --------------------- | ------------ |
| 1.                  | «Jumpsuit»            | 3:58         |
| 2.                  | «Levitate»            | 2:25         |
| 3.                  | «Morph»               | 4:18         |
| 4.                  | «My Blood»            | 3:49         |
| 5.                  | «Chlorine»            | 5:24         |
| 6.                  | «Smithereens»         | 2:57         |
| 7.                  | «Neon Gravestones»    | 4:00         |
| 8.                  | «The Hype»            | 4:25         |
| 9.                  | «Nico and The Niners» | 3:47         |
| 10.                 | «Cut My Lip»          | 4:42         |
| 11.                 | «Bandito»             | 5:31         |
| 12.                 | «Pet Cheetah»         | 3:18         |
| 13.                 | «Legend»              | 2:52         |
| 14.                 | «Leave the City»      | 4:40         |
| Общая длительность: | Общая длительность:   | 56:04        |

## Участники записи
- Тайлер Джозеф — вокал, пианино, клавишные, укулеле, бас-гитара
- Джош Дан — барабаны, перкуссия

    Производство 

| - Кэти Белоиан — маркетинг - Анна Деклемент — A & R - Пит Ганбарг — A & R - Крис Герингер — мастеринг - Адам Хоукинс — микширование | - Брэд Хитон — фотографии - Пол Мини — продюсер - Брайан Рэнни- производство упаковки - Брэндон Райк — художественное направление, дизайн - Крис Волтман — исполнительный продюсер |

## Позиции в чартах
| Чарт (2018)                            | Позиция |
| -------------------------------------- | ------- |
| Австралия (ARIA)                       | 1       |
| Австрия (Ö3 Austria)                   | 3       |
| Бельгия/Фландрия (Ultratop)            | 7       |
| Бельгия/Валлония (Ultratop)            | 5       |
| Канада (Canadian Albums Chart)         | 2       |
| Чехия (ČNS IFPI)                       | 1       |
| Дания (Hitlisten)                      | 22      |
| Нидерланды (Album Top 100)             | 1       |
| Финляндия (Suomen virallinen lista)    | 2       |
| Франция (SNEP)                         | 9       |
| Германия (Offizielle Top 100)          | 4       |
| Greek Albums (IFPI)                    | 6       |
| Венгрия (MAHASZ)                       | 9       |
| Ирландия (IRMA)                        | 2       |
| Italian Albums (FIMI)                  | 5       |
| Mexican Albums (AMPROFON)              | 8       |
| New Zealand Albums (RMNZ)              | 1       |
| Норвегия (VG-lista)                    | 2       |
| Польша (ZPAV)                          | 7       |
| Португалия (AFP)                       | 1       |
| Шотландия (Scottish Albums Chart)      | 2       |
| Spanish Albums (PROMUSICAE)            | 1       |
| Швеция (Sverigetopplistan)             | 5       |
| Швейцария (Schweizer Hitparade)        | 4       |
| Великобритания (UK Albums Chart)       | 2       |
| США (Billboard 200)                    | 2       |
| США (Billboard Top Alternative Albums) | 1       |
| США (Billboard Top Rock Albums)        | 1       |
| США (Billboard Top Tastemaker Albums)  | 1       |

| Чарт (2018)                    | Позиция |
| ------------------------------ | ------- |
| Dutch Albums (MegaCharts)      | 88      |
| UK Albums (OCC)                | 92      |
| US Billboard 200               | 122     |
| US Top Rock Albums (Billboard) | 17      |